# Gentiana prolata
Gentiana prolata là một loài thực vật có hoa trong họ Long đởm. Loài này được Balf.f. mô tả khoa học đầu tiên năm 1918.